# Малые апартаменты короля
Малые апартаменты Короля в Версальском Дворце состоят из ряда комнат, которые находились в распоряжении Людовика XIV, Людовика XV и Людовика XVI. Расположенные на втором этаже Дворца, комнаты находятся в самой старинной части Дворца, возраст которой датируется эпохой Людовика XIII. При Людовике XIV в этих комнатах были размещены Королевские коллекции художественных произведений и книг, образуя некое подобие музея. При Людовике XV и Людовике XVI, комнаты были перестроены под личные жилые помещения. В это время комнаты изменили и их оформление является одним из лучших, дошедших до нас, образцов Стиля Людовика XV и Стиля Людовика XVI в Версальском Дворце (Kimball, 1943).

## Эпоха Людовика XIV
В 1678 году Людовик XIV приступил к перестройке этих помещений под свои индивидуальные нужды. Расположение комнат, сложившееся во времена Людовика XIII было изменено. Самой значительной переделкой этой эпохи был перенос Лестницы Короля из наружного Мраморного Двора во внутренний Двор Короля. Этот перенос лестницы вызвал перепланировку помещений данной части Дворца в Малые апартаменты Короля. В 1684 году поскольку влияние фаворитки Людовика — маркизы де Монтеспан — шло на убыль из-за приписываемого ей участия в Деле о ядах, Король присоединил занимаемые ею помещения к своим Малым апартаментам, переселив маркизу в Банный кабинет на первом этаже Дворца (Le Guillou, 1986; Verlet 1985, стр. 227—228).
Во времена Людовика XIV, эти помещения — Кабинеты Диковинок и Редкостей — образовали настоящий музей личных собраний Короля. В отличие от Больших покоев Короля и Апартаментов Короля, посещение которых было свободным для членов Двора и простой публики, доступ в Малые апартаменты Короля был возможен только по личному дозволению Короля (Bluche, 1991).
Расположенные на втором этаже с северной стороны Мраморного Двора, Малые апартаменты Короля состояли из следующих 9 кабинетов:
- Игровой Салон (Передняя для собак) (Salle du billard)
- Салон Лестницы Короля (Salon du degré du roi)
- Кабинет Картин (Cabinet aux Tableaux)
- Кабинет Ракушек (позже Кабинет Книг) (Cabinet des coquilles)
- Овальный салон (Salon ovale)
- Первый салон Маленькой галереи (Premier salon de la petite galerie)
- Маленькая галерея (Petite galerie)
- Второй салон Маленькой галереи (Deuxième salon de la petite galerie)
- Кабинет Медалей (Cabinet des médailles)

В Игровом Салоне (№ 1 на схеме 1693 года) был установлен стол для бильярда; Людовик XIV был приверженцем этой игры. Кроме этого, Король держал в этой комнате несколько своих охотничьих собак, что давало ему возможность заботиться о них лично; отсюда появилось второе название комнаты: Передняя для собак (Verlet 1985, стр. 227).
Салон Лестницы Короля (№ 2 на схеме 1693 года) находится на месте лестничных пролётов, которые были здесь во времена Людовика XIII. К 1684 году новая лестница, ведущая во Двор Короля — Лестница Короля (№ 3 на схеме 1693 года) — была сооружена к северу от старой лестницы. Салон Лестницы Короля служил вестибюлем к лестнице, которая находилась в личном пользовании Людовика XIV. Это помещение было почти полностью украшено картинами Николя Пуссена (Félibien, 66; Piganiole de la Force, 126)
Кабинет Картин (№ 4 на схеме 1693 года) с выходящими на юг окнами служил пинакотекой для части коллекции картин Людовика XIV. В этом помещении были представлены работы мастеров Итальянской школы живописи среди которых Корреджо, Рафаэль Санти, Джорджоне, Джулио Романо и Тициан. Дополнительно, в этой комнате были устроены застекленные шкафы, в которых Людовик XIV держал свою коллекцию резного горного хрусталя (Brejon de Lavergnée, 1985; Félibien, 67; Piganiole de la Force, 129; Verlet 1985, стр. 229).
В 1692 году были созданы Кабинет Ракушек (№ 5 на схеме 1693 года) и Овальный салон (№ 6 на схеме 1693 года). Эти два помещения вместе с Кабинетом Медалей были основными комнатами Кабинета Диковинок и Редкостей Людовика XIV. Помимо некоторых наиболее ценных картин из Королевской коллекции, в четырёх нишах Овального салона были установлены четыре группы бронзовых скульптур — «Юпитер» и «Юнона» работы Алессандро Альгарди; «Похищение Орифии» по мотивам работы из мрамора братьев Марси и, наконец, «Похищение Персефоны» работы Франсуа Жирардо — которые считались самыми прекрасными работами этого жанра в коллекции Короля. Богатое оформление — полностью позолоченные облицовочные панели и зеркала — дополняло компоновку некоторых наиболее ценных картин из коллекции Людовика XIV (Félibien, 67; Piganiole de la Force, 129; Verlet 1985, стр. 229). В Кабинете Ракушек изначально была представлена часть королевской коллекции драгоценных камней. В 1708 году комната была превращена в библиотеку — Кабинет Книг — где Людовик XIV содержал свою коллекцию манускриптов и редких книг (Verlet 1985, стр. 230).
Следующие помещения — Первый салон Маленькой галереи, Маленькая галерея и Второй салон Маленькой галереи (№ 7, 8 и 9 на схеме 1693 года) — были созданы из комнат, которые занимала маркиза де Монтеспан до своего переезда в Банный кабинет в 1684 году (Dangeau vol. 1 77-78; Verlet 1985, стр. 232). Как и в предшествующих помещениях, в Маленькой галерее и её двух салонах были размещены драгоценные камни и картины, унаследованные или приобретённые Королём. За несколько лет до начала Девятилетней войны, Людовик XIV провел кампанию по расширению своих коллекций, что потребовало увеличить занимаемую Королём площадь в Версале дабы демонстрировать вновь приобретённые произведения искусства (Verlet 1985, стр. 229). Пьеру Миньяру, главному сопернику Шарля Лебрёна, было поручено расписать плафоны Маленькой галереи и её двух салонов (Félibien, 68; Piganiole de la Force, 140; Verlet 1985, стр. 233).
| | |
| Маленькая галерея — панорама центрального плафона, гравюра Симона Томассина (1655—1733) по мотивам Пьера Миньяра (1612—1695), конец 17-го века. | Второй салон Маленькой галереи — панорама центрального плафона, гравюра по мотивам оригинала Пьера Миньяра (1612—1695), конец 17-го века |

В Маленькой галерее и её двух салонах, Людовик XIV показывал множество самых ценных картин своей коллекции. Маленькая галерея была почти целиком отдана работам Итальянских мастеров с преобладанием работ Франческо Альбани, Аннибале Карраччи, Гвидо Рени и Пармиджанино (Piganiole de la Force, 141—149; Verlet 1985, стр. 234). В Маленькой галерее также была представлена коллекция даров, которые Людовик XIV получал от иностранных послов; наиболее ценными среди этих дипломатических подношений были дары китайского иезуита Шэнь Фуцзуна (1684 г.), которые содержали огромную жемчужину, и дары тайского посольства в 1685—1686 (Josephson, 1926). Первый салон Маленькой галереи имел особенную значимость, поскольку именно в этом помещении Людовик XIV хранил известную работу Леонардо да Винчи Мону Лизу (Piganiole de la Force, 137).
Людовик XIV уделял большое внимание этим помещениям, предполагая облицевать стены панелями, инкрустированными панцирями черепах и лазуритом. Но от этих планов пришлось отказаться из-за финансовых затруднений, наступивших вследствие Девятилетней войны. Тем не менее, в Маленькой галерее и её двух салонах Людовик XIV устраивал приемы для высокопоставленных иностранных гостей, к примеру Наследного Принца Датского в 1693 году и Курфюрста Кёльна в 1706 году (Verlet 1985, стр. 233—234).
Из всех комнат, составляющих Малые апартаменты Короля в эпоху правления Людовика XIV, Кабинет Медалей (№ 10 на схеме 1693 года) был одним из самых выдающихся в своём роде собраний за всю историю Франции (Hulftegger, 1954). Помимо 12 ячеек, где хранилась нумизматическая коллекция Людовика XIV, в Кабинете Медалей также находились королевские собрания миниатюр немецких, фламандских и голландских мастеров, изделия из резного порфира и резного нефрита, а также редкие вещицы из золота и серебра (Verlet 1985, стр. 230—232). В коллекцию золотых ценностей Людовика XIV входили сокровища короля из династии Меровингов Хильдерика I, обнаруженные в Турне в 1653 году и подаренные Людовику XIV в 1665 году императором Священной Римской империи Леопольдом I (Cochet, 1859), а также инкрустированный золотом и драгоценными камнями неф, которым Людовик XIV пользовался во время ужинов Большого Столового Прибора.
| |
| Фрагмент изображения на плафоне Салон Изобилия, показывающий Королевскую ладью Людовика XIV, которая находилась в Кабинете Медалей, Рене-Антуан Уасс (1645—1710), 1683 г. |

## Эпоха Людовика XV – 1740 год
По возвращении Короля и его Двора в Версаль в 1722 году, дворцовая жизнь снова вернулась к ритму, который существовал при Людовике XIV. Молодой Людовик XV занимал спальню своего прадедушки, Апартаменты Короля, где ежедневно производились церемонии утреннего выхода Короля и отхода ко сну с той же высочайшей протокольной точностью, как это было заведено во время правления Короля Солнца. Однако, из-за того что зимой комната была неудобна для жизни – её было сложно, если не невозможно, обогреть по причине большого размера (90 квадратных метров с высотой потолков 10 метров) и выхода окон на восток – Людовик XV был вынужден устроить свою спальню где-нибудь в другом месте (Verlet, стр. 313-314). В 1738 году 27-летний Людовик XV распорядился построить новую спальню с окнами на юг –  Спальня Людовика XV (№4 на схеме 1740 года) – на месте Игрового Салона Людовика XIV, северная сторона которого была расширена за счёт части Двора Короля чтобы соорудить альков для кровати (Verlet 1985, стр. 444-447). В том же году была снесена Лестница Короля и была построена новая лестница чуть севернее прежнего места. На том месте где была расположена прежняя Лестница Короля Людовика XIV построили новую комнату, Аванзал возвращения с охоты (Verlet 1985, стр. 442). В этой комнате Людовик XV держал некоторых своих охотничьих собак, как это делал его прадед в Передней для собак.
Дальнейшая перестройка Малых апартаментов Короля в это время состояла в создании Кабинета с Часами и Внутреннего кабинета. Эти комнаты были созданы после разрушения Салона Лестницы Короля и Кабинета Картин Людовика XIV (Le Guillou, 1985).
Кабинет с Часами (№3 на схеме 1740 года) получил своё название из-за солнечных часов, размещённых в апсидальном алькове на восточной стене. Эти показывали время восхода и захода Солнца и Луны (Verlet 1985, стр. 450).
Внутренний кабинет (№4 на схеме 1740 года) (ещё его называют Угловым кабинетом) использовался для нескольких целей: в нём помещалась часть нумизматической коллекции Людовика XV и коллекция миниатюрной живописи; её использовали как столовую; и она была рабочим кабинетом. Из всех помещений Малых апартаментов Короля в эпоху правления Людовика XV, эта комната, вероятно, была самой пышно обставленной и наиболее роскошно декорированной (Verlet 1985, стр. 452).
Кабинет Книг, Овальный Салон Людовика XIV, Маленькая галерея и её два салона, а также Кабинет Медалей были сохранены в неизменном виде (№№6, 7, 8 и 9 на схеме 1740 года).
К 1740 году Малые апартаменты Короля были расширены в сторону Двора Короля, вследствие чего восточная часть этого внутреннего двора стала отдельным двориком. Этот новый внутренний двор получил название Внутренний двор Короля (№II на схеме 1740 года), а Двор Короля получил новое название Олений двор. Это новое название произошло от двух дюжин лепных голов оленей, которыми по распоряжению Людовика XV были украшены стены внутреннего двора (Verlet 1985, стр. 457).

## Эпоха Людовика XV – 1760 год
Изменения в Малых апартаментах Короля в конце 1750-х годов проходили под влиянием общей перепланировки апартаментов главного корпуса Дворца и разрушения Лестницы Послов (№10 на схеме 1740 года).  Чтобы устроить новые апартаменты для своей дочери, Мадам Аделаиды, Людовик XV распорядился построить комнаты на том же, втором, этаже, что и Малые апартаменты Короля. Эти новые апартаменты заняли место где находилась Маленькая галерея и её два салона, а также новые площади, которые образовались после сноса Лестницы Послов (№9 на схеме 1760 года).
Наиболее существенными переделками Малых апартаментов Короля в это время было перемещение Лестницы Короля (№4 на схеме 1760), сооружение Обеденного зала по возвращению с охоты (1750) (№5 на схеме 1760 года), и Буфетной (1754) (№6 на схеме 1760 года) (Verlet 1985, стр. 473-474).  Обеденный зал по возвращению с охоты был построен на месте Банного кабинета Людовика XV (№g на схеме 1740 года) когда Королю понадобилась столовая на втором этаже чтобы принимать небольшие компании друзей, как правило, после охоты (Bluche, 2000; Marie, 1984). Обеденный зал по возвращению с охоты был оформлен облицовочными панелями и декоративными элементами, взятыми из Игрового салона Людовика XIV (Verlet 1985, стр. 442-443).
Людовик XV оформлял Малые апартаменты Короля в такое время, когда французские стили декорирования развивались очень стремительно в 18-м столетии. Многие из этих помещений являются превосходными образцами Стиля Людовика XV. Из всех комнат Внутренних апартаментов Короля, самым показательным является Кабинет с Часами. Скульптор Жак Вербект выполнил для него отделочные панели, комната была меблирована столом и стульями и служила для игорных вечеров, возглавляемых Людовиком XV (Verlet 1985, стр. 449). Однако, начиная с 1754 года, эта комната получила значительное преимущество перед другими помещениями.
В январе этого года Людовик XV привез из замка Шуази и поместил в эту комнату знаменитые механические часы.
  Часы, созданные инженером Пассманом и часовым мастером Луи Дотио, и размещённые в подставке из позолоченной бронзы работы Филиппом Каффиери, были чудом того времени. Потребовалось 12 лет на их создание; сверху над часами установлен хрустальный шар в котором Солнце и планеты движутся в соответствии с теорией Коперника. Часы показывают час, день недели, месяц (даже учитывая високосные года), и год.  Этим часам кабинет обязан своим названием - Кабинет с часами (№2 на схеме 1760 года) (Kuraszewski, 1976; Verlet 1985, стр. 450).
К 1760 году Внутренний кабинет (№7 на схеме 1760 года) также стал известен как Бюро Короля и эта комната стала не только лучшим отражением личных вкусов Людовика XV, но также является одним из лучших образцов стиля Людовика XV.  В 1755 году столяр-краснодеревщик Жиль Жубер сделал два угловых шкафа, дополняя мебель, выполненную ещё в 1739 году мастером Годро, для размещения нумизматической коллекции Людовика XV (Verlet 1985, стр. 452). В 1769 году в этом кабинете разместили механический бюро-секретер с круглой крышкой, над которым мастер Жан-Франсуа Эбен работал 9 лет (Verlet 1985, стр. 454).
В процессе развития Внутреннего кабинета, Людовик XV также занимался сооружением своего Заднего кабинета (№8 на схеме 1760 года). Вместо Кабинета Книг и Овального салона Людовика XIV, Людовик XV создал отдельный частный кабинет (с небольшим Кабинетом стульев), который выходил непосредственно на Лестницу Короля и в котором Людовик проводил большую часть дня, управляя Францией. Этот кабинет был оформлен предельно практично – простой стол, стулья и ряды полок (Verlet 1985, стр. 459).

## Эпоха Людовика XVI
Людовик XVI, за исключением того что забрал обратно часть апартаментов Мадам Аделаиды, полностью сохранил оформление Малых апартаментов Короля в том виде, как это было при его дедушке. Заднему кабинету Людовика XV дали новое название - Кабинет депеш (№8 на схеме 1789 года); однако, Людовик XVI продолжал по-прежнему использовать эту комнату как повседневный кабинет, подобно своему деду (Rogister, 1993).
Кабинет золотого сервиза (№9 на схеме 1789 года) занимает часть площади бывших апартаментов Мадам Аделаиды, а изначально на этом месте располагался Первый салон Маленькой галереи. Людовик XVI в годы своего правления разместил в Кабинете золотого сервиза своё собрание раритетного фарфора и диковинных предметов, большей частью полученных в подарок от дипломатов (Verlet 1985, стр. 526)
Небольшая комната севернее Кабинета золотого сервиза называется Кабинет для кассы (№10 на схеме 1789 года). Около 1769 года на этом месте были сооружены ванные Короля, и это была последняя работа, заказанная Людовиком XV. Людовик XVI, по слухам, использовал эту комнату для ведения своих личных финансовых расходов (Verlet 1985, стр. 526). Облицовочные панели декора в этой комнате датированы периодом перестройки для Людовика XV, и свидетельствуют уже о новом вкусе: гравюры, представляющие темы наслаждений от водных процедур в овальных медальонах, окаймованных камышом и нарциссами, выполнены с эффектом матового золота, полированного золота и сплава золота с серебром. Эти скульптуры выполнил в 1771 году уже не Верберкт, а его соперник – Анутан Руссо при помощи своих сыновей. Однако, Людовик XVI в 1784 году поручил убрать ванную и выполнить полное повторное золочение комнаты (Verlet 1985, стр. 526). Когда Пьер де Нолак принял на себя руководство музеем Версаля, он обнаружил что эта комната используется дворниками для хранения метел. Это открытие побудило Нолака начать всеобъемлющее исследование исторического прошлого Версаля (Nolhac, 1937).
Библиотека Людовика XVI (№11 на схеме 1789 года) находится восточнее от Кабинета золотого сервиза и расположена на месте спальни Мадам Аделаиды (которую Людовик XV переименовал в 1769 году в Салон собраний), а ещё раньше на этом месте была Маленькая галерея. Сооружение библиотеки началось в 1774 году по проекту архитектора Габриеля, а декорирование выполнялось мастерскими братьев Руссо, которые до этого работали над деревянным декором Кабинета для кассы и над частью скульптурного оформления Королевской оперы Версаля (Verlet 1985, стр. 513). Эта комната наглядно показывает личные вкусы Людовика XVI; она была одной из его любимых комнат и Король отдавался здесь своей страсти к наукам и, в особенности, географии. Здесь можно увидеть земной глобус, поддерживаемый Атлантом, по которому он отслеживал маршруты морских экспедиций, и в частности экспедиции Лаперуза, которую Король вдохновлял и поддерживал. Здесь же стоит большой стол Ризнера, крышка которого выполнена из единого блока красного дерева диаметром в 2,1 метр и установлена на домкратах, так как Людовику была необходима абсолютно ровная поверхность, для того чтобы вносить коррекции на географических картах.
Комната, расположенная к востоку от Библиотеки Людовика XVI, называется Столовая в новых апартаментах (№12 на схеме 1789 года). Прежде на этом месте находился Второй салон Маленькой галереи и одна из комнат апартаментов Мадам Аделаиды, которые в 1769 году были перестроены в столовую для ужинов после охоты по заказу Людовика XV. Декоративные панели работы Жака Верберкта датируются 1769 годом, а существующая синяя драпировка, шторы и картины со сценами охоты работы Жан-Батиста Одри датируются 1774 годом, когда Людовик XVI занялся переоформлением комнаты (Baulez, 1976; Verlet 1985, стр. 527). Около сорока человек усаживались вокруг раздвижного стола для нового типа обедов – обедов в обществе – которые были чем-то средним между официальными обедами в салоне большого столового прибора и обедами «наедине». Если количество приглашённых превышало количество сидячих мест, то мужчины шли в соседний зал, где на бильярде для них накрывали буфет. Эта комната также называется Фарфоровым салоном, поскольку здесь ежегодно под Рождество Людовик XVI проводил выставки новых работ Севрской мануфактуры (Baulez, 1976).
Буфетная или Зал для бильярда (№13 на схеме 1789 года) занимает место, куда прежде выходила Лестница Послов. Во время ужинов бильярдный стол накрывали деревянным настилом, на котором сервировали буфет для гостей Короля (Verlet 1985, стр. 527). Изначально комната имела окно, выходящее в Погребок Короля (№ III на схеме 1789 года), внутренний дворик, созданный при разрушении Лестницы Послов в 1752 году.
На месте Кабинета Медалей Людовика XIV находится Игровой салон (№14 на схеме 1789 года) Людовика XVI. После возвращения Людовика XVI и королевского двора в Версаль, происходила постоянная перегруппировка коллекций Людовика XIV, размещённых в Малых апартаментах Короля, особенно тех, которые хранились в Кабинете Медалей Людовика XIV. Это собрание было частично перенесено в другие комнаты Малых апартементов Короля и частично отправлено в Королевскую библиотеку в Париже. После разрушения Лестницы Послов в 1752 году и последующего сооружения апартаментов для Мадам Аделаиды, Кабинет Медалей Людовика XIV был полностью перестроен в приёмную Мадам Аделаиды. Начиная с 1775 года Людовик XVI решил перестроить эту комнату как игровой салон; комната была декорирована заново в 1785 году в рамках возведения дворцового театра рядом с Салоном Геркулеса (Verlet 1985, стр. 528). Фарфоровая столовая, Зал бильярда и Игровой салон использовались для ужинов, которые устраивали Людовик XVI и Мария-Антуанетта для своих друзей и некоторых членов королевской семьи.

## Галерея изображений
|                                                     |                          |                            |
| Лестница Короля, ведущая в Малые апартаменты Короля | Кабинет золотого сервиза | Игровой салон Людовика XVI |